# لوک خوشگل‌ها را دید می‌زند
لوک خوشگل‌ها را دید می‌زند (انگلیسی: Luke Pipes the Pippins) یک فیلم کمدی صامت کوتاه به کارگردانی هال روچ است که در سال ۱۹۱۶ منتشر شد.

## بازیگران
- هارولد لوید
- اسناب پالرد
- ببه دنیلز
- سمی بروکس
- باد جیمیسون
- چارلز استیونسون
- دی لمپتون
- هری تاد